# Omar Santana
Omar Santana Cabrera (ur. 14 kwietnia 1991 w Santa Brígida) – hiszpański piłkarz występujący na pozycji pomocnika.

## Kariera klubowa
Grę w piłkę nożną rozpoczął w wieku 6 lat w klubie Universidad de Las Palmas CF z Wysp Kanaryjskich. W 2009 roku włączono go do składu pierwszej drużyny, rywalizującej w Segunda División B. Po sezonie 2010/11 zmuszony był opuścić zespół z powodu ogłoszonego przez zarząd bankructwa, co w konsekwencji doprowadziło do rozwiązania klubu. W latach 2011–2015 grał na tym samym poziomie rozgrywkowym jako zawodnik Atlético Madryt B (2011–2014) oraz Celty Vigo B (2014–2015). W 2012 roku, na zaproszenie FPF, wziął udział w barwach Atlético Madryt w Copa Libertadores U-20, w którym zaliczył 3 spotkania w fazie grupowej.
W styczniu 2016 roku Santana został graczem pierwszoligowych Wigier Suwałki, prowadzonych przez Dominika Nowaka. Z powodu trudności z aklimatyzacją po sezonie 2015/16 odszedł z zespołu i przez pół roku pozostawał bez pracodawcy. W lutym 2017 roku zdecydował się powrócić do Wigier i podpisać półroczny kontrakt. Latem 2017 roku został za sprawą Dominika Nowaka sprowadzony do Miedzi Legnica, z którą podpisał dwuletnią umowę. W sezonie 2017/18 wywalczył z tym klubem pierwszy w jego historii awans do Ekstraklasy. Zadebiutował w niej 20 lipca 2018 w wygranym 1:0 meczu z Pogonią Szczecin. Po sezonie 2018/19, w którym zaliczył 24 występy i zdobył 1 gola, Miedź zajęła przedostatnią lokatę w tabeli i spadła z ligi, a on sam opuścił zespół.